# Europäischer Filmpreis 2011

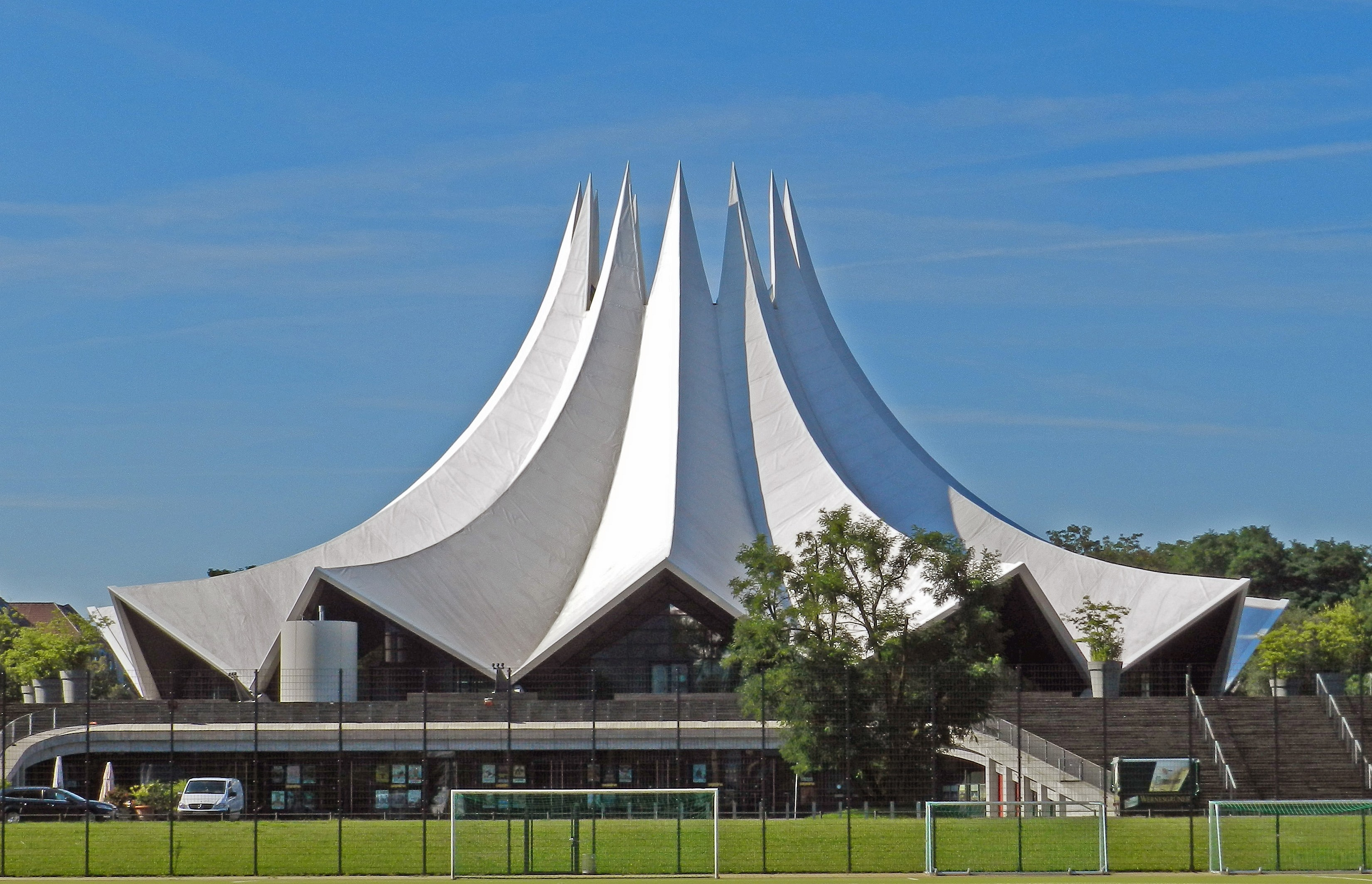
Das Berliner Tempodrom, Veranstaltungsort des Europäischen Filmpreises 2011

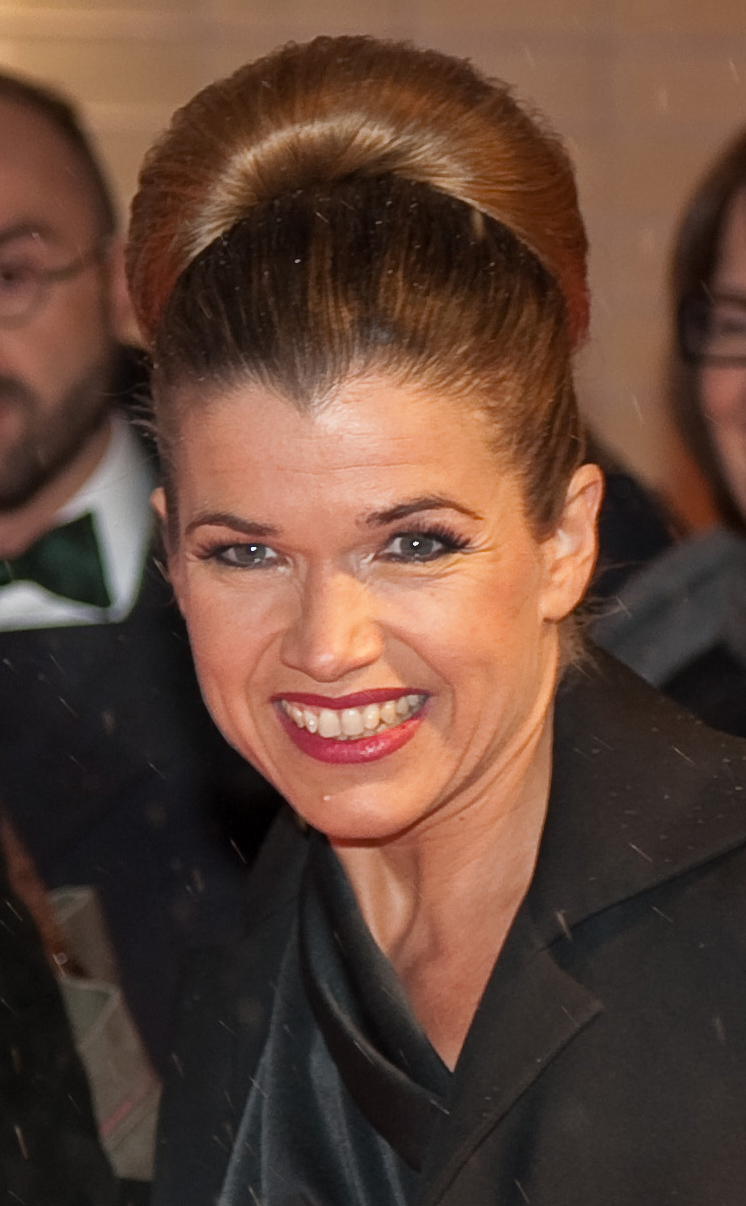
Zum dritten Mal in Folge Moderatorin der Fernsehgala: die Deutsche Anke Engelke

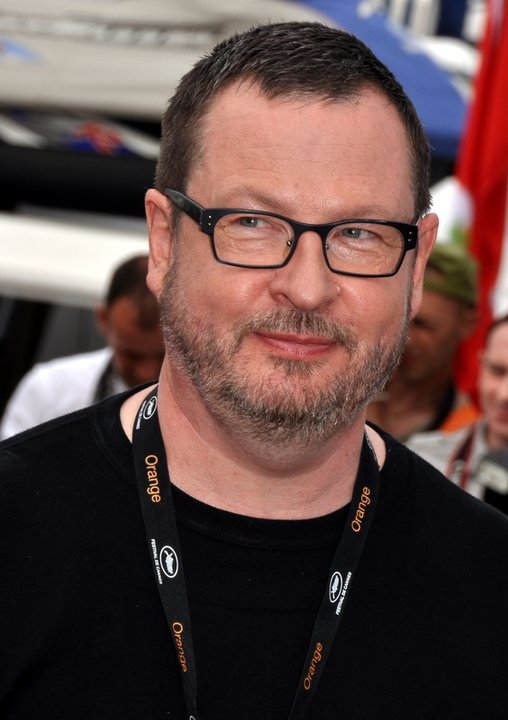
Lars von Trier (Melancholia)

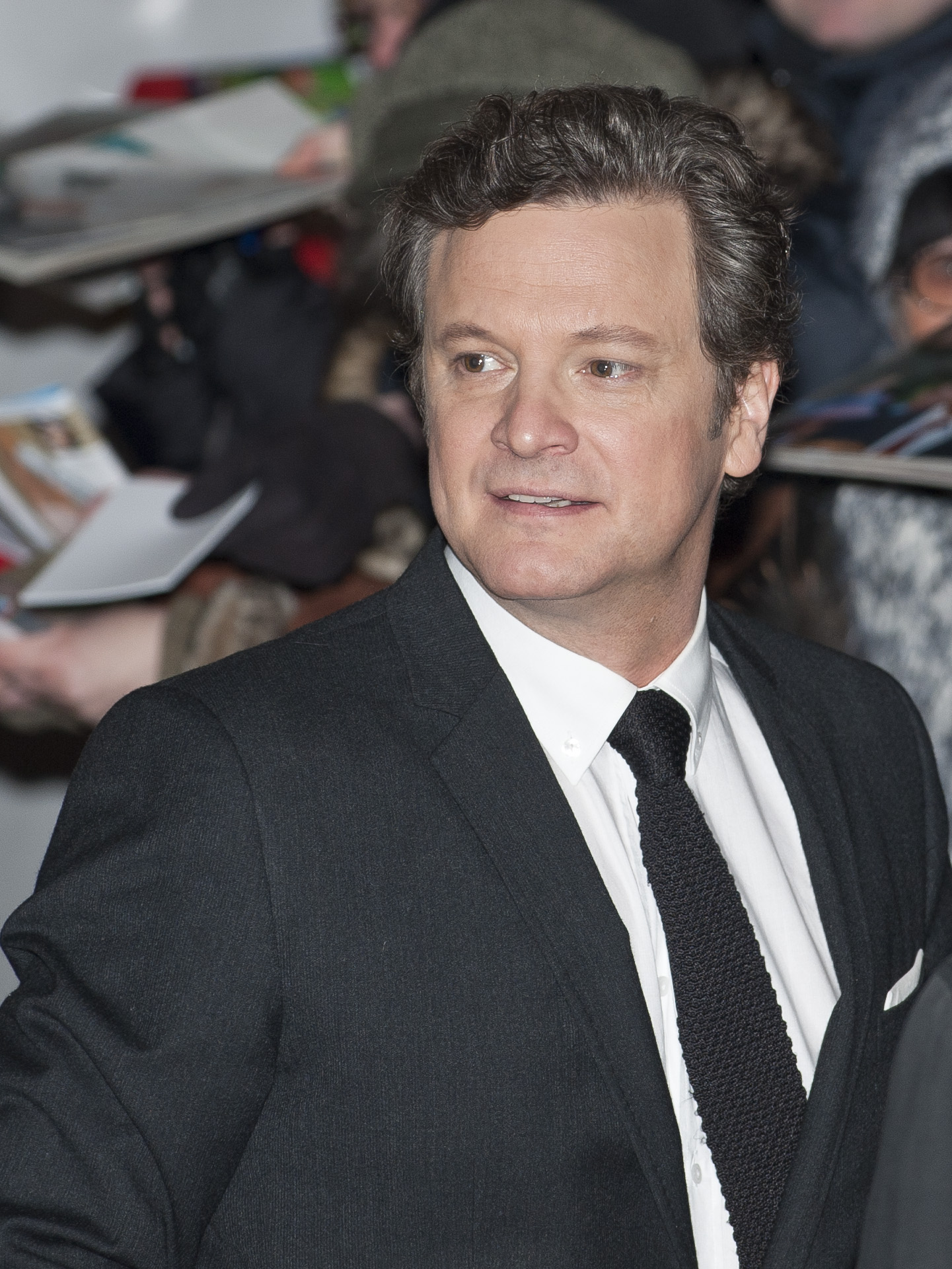
Ausgezeichnet als bester Darsteller: Oscar-Preisträger Colin Firth (The King’s Speech)

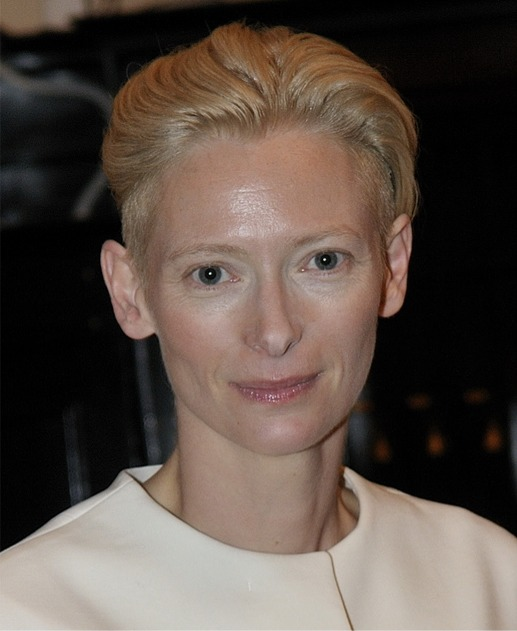
Ausgezeichnet als beste Darstellerin: die Britin Tilda Swinton, die in We Need to Talk About Kevin als Mutter eines Amokläufers zu sehen ist.

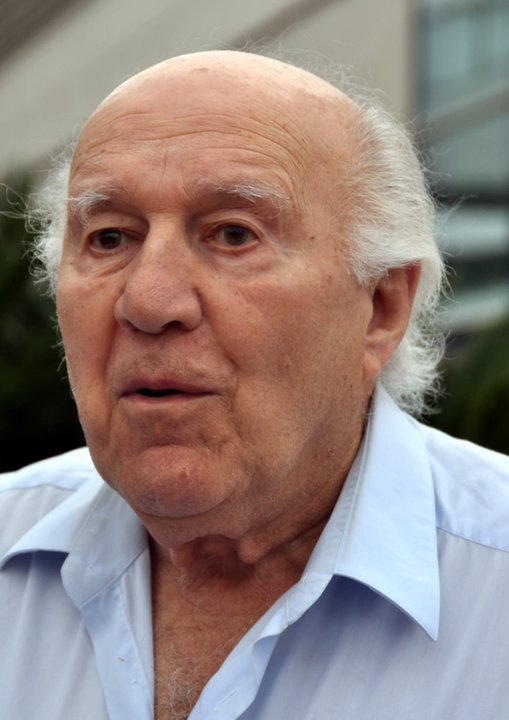
Der für den Darstellerpreis nominierte Schauspieler Michel Piccoli wurde mit einem spontan ausgelobten Sonderpreis für sein Lebenswerk geehrt.

Die 24. Verleihung des Europäischen Filmpreises fand am 3. Dezember 2011 statt. Nachdem im Vorjahr die Fernsehgala im estnischen Tallinn stattgefunden hatte, folgte 2011 Berlin als Veranstaltungsort. Damit wurde die Preisverleihung zum elften Mal in der deutschen Hauptstadt ausgerichtet. Als bester Film wurde Lars von Triers Melancholia ausgezeichnet, der drei seiner acht Nominierungen in Siege umsetzen konnte.
In Zusammenarbeit unter anderem mit dem Beauftragten der Bundesregierung für Kunst und Medien, der Filmförderungsanstalt (FFA), den Hauptstadtkulturfonds, dem MEDIA-Programm der Europäischen Union, dem Medienboard Berlin-Brandenburg und der Stiftung Deutsche Klassenlotterie Berlin wurde die Verleihung des Europäischen Filmpreises 2011 im Tempodrom auf dem Gelände des ehemaligen Anhalter Bahnhofs abgehalten. Circa 1000 Gäste wurden erwartet, darunter der deutsche Regisseur Wim Wenders, Präsident der Europäischen Filmakademie (EFA), die die Auszeichnungen vergibt, sowie der deutsche Kulturstaatsminister Bernd Neumann und die österreichische Bundesministerin für Unterricht, Kunst und Kultur Claudia Schmied.
Als Moderatorin konnte die deutsche Komikerin und Schauspielerin Anke Engelke gewonnen werden. Engelke hatte bereits die beiden zurückliegenden Verleihungen moderiert. Als Laudatoren waren u. a. die Filmschaffenden Moritz Bleibtreu, August Diehl, Alexander Fehling, Karoline Herfurth, Nina Hoss, Irène Jacob, Sibel Kekilli, Alexandra Maria Lara, Heike Makatsch, Ludivine Sagnier, Sylvie Testud und Ulrich Thomsen vorgesehen. 150 Journalisten erhielten Akkreditierungen. Für das musikalische Programm wurde der deutsche DJ Shantel verpflichtet.
Die Preisverleihung wurde als Live-Stream über das Internet angeboten und im Fernsehen in über 100 Ländern zu sehen sein. In Deutschland erfolgt die Fernsehausstrahlung einen Tag später durch den deutsch-französischen Fernsehsender ARTE, in Österreich durch ORF 2.

## Preisträger und Nominierungen

### Bester europäischer Film
Melancholia – Drehbuch und Regie: Lars von Trier, Produktion: Meta Louise Foldager und Louise Vesth
- The Artist – Drehbuch und Regie: Michel Hazanavicius, Produktion: Thomas Langmann und Emmanuel Montamat
- In einer besseren Welt (Hævnen) – Regie: Susanne Bier, Drehbuch: Anders Thomas Jensen, Produktion: Sisse Graum Jørgensen
- Der Junge mit dem Fahrrad (Le Gamin au vélo) – Drehbuch und Regie: Jean-Pierre und Luc Dardenne, Produktion: Jean-Pierre und Luc Dardenne, Denis Freyd und Andrea Occhipinti
- The King’s Speech – Regie: Tom Hooper, Drehbuch: David Seidler, Produktion: Iain Canning, Emile Sherman und Gareth Unwin
- Le Havre – Drehbuch und Regie: Aki Kaurismäki, Produktion: Aki Kaurismäki und Karl Baumgartner

### Beste Regie
Susanne Bier – In einer besseren Welt (Hævnen)
- Jean-Pierre und Luc Dardenne – Der Junge mit dem Fahrrad (Le Gamin au vélo)
- Aki Kaurismäki – Le Havre
- Béla Tarr – Das Turiner Pferd (A Torinói ló)
- Lars von Trier – Melancholia

### Beste Darstellerin
Tilda Swinton – We Need to Talk About Kevin
- Kirsten Dunst – Melancholia
- Cécile de France – Der Junge mit dem Fahrrad (Le Gamin au vélo)
- Charlotte Gainsbourg – Melancholia
- Nadeschda Markina – Elena (Елена)

### Bester Darsteller
Colin Firth – The King’s Speech
- Jean Dujardin – The Artist
- Mikael Persbrandt – In einer besseren Welt (Hævnen)
- Michel Piccoli – Habemus Papam – Ein Papst büxt aus (Habemus papam)
- André Wilms – Le Havre

### Bestes Drehbuch
Jean-Pierre und Luc Dardenne – Der Junge mit dem Fahrrad (Le Gamin au vélo)
- Anders Thomas Jensen – In einer besseren Welt (Hævnen)
- Aki Kaurismäki – Le Havre
- Lars von Trier – Melancholia

### Beste Kamera („Carlo-Di-Palma-Preis“)
Manuel Alberto Claro – Melancholia
- Fred Kelemen – Das Turiner Pferd (A Torinói ló)
- Guillaume Schiffman – The Artist
- Adam Sikora – Essential Killing

### Bester Schnitt
Tariq Anwar – The King’s Speech
- Mathilde Bonnefoy – Drei
- Molly Malene Stensgaard – Melancholia

### Bestes Szenenbild
Jette Lehmann – Melancholia
- Paola Bizzarri – Habemus Papam – Ein Papst büxt aus (Habemus papam)
- Antxón Gómez – Die Haut, in der ich wohne (La piel que habito)

### Beste Filmmusik
Ludovic Bource – The Artist
- Alexandre Desplat – The King’s Speech
- Alberto Iglesias – Die Haut, in der ich wohne (La piel que habito)
- Mihály Víg – Das Turiner Pferd (A Torinói ló)

### Offizielle Auswahlliste – Spielfilme
Die 13 nominierten Filmproduktionen – zehn weniger als im Vorjahr – waren aus einer Auswahlliste („Longlist“) von den 2500 Mitgliedern der Europäischen Filmakademie ermittelt worden. 45 Filmproduktionen aus 32 Ländern konkurrierten um Nominierungen. Qualifizieren konnten sich europäische Spielfilmproduktionen, die i. d. R. zwischen dem 1. Juli 2010 und 15. Juni 2011 öffentlich auf einem Filmfestival uraufgeführt bzw. eine Kinoauswertung erfahren hatten. Die 20 Länder mit den meisten Mitgliedern bestimmten jeweils direkt einen nationalen Film. Das weitere Teilnehmerfeld wurde durch ein Komitee aus EFA-Vorstandsmitgliedern und dem Franzosen Pierre-Henri Deleau, der Schwedin Marit Kapla, dem Bulgaren Stefan Kitanov, dem Briten Derek Malcolm und Elma Tataragic aus Bosnien und Herzegowina als eingeladene Experten ergänzt.
Die für die regulären Kategorien nominierten Filme (The Artist, Drei, Elena usw.) sind dunkelgrau hervorgehoben. Für Nominierungen unberücksichtigt blieben u. a. die aktuellen Auslandsoscar-Beiträge aus Belgien (Rundskop), Griechenland (Attenberg), Island (Eldfjall), Irland (As If I Am Not There), Spanien (Pa negre) und Schweden (Bessere Zeiten).
| Film                                                | Regie                             | Land                                                                                         | Darsteller (Auswahl)                                            |
| --------------------------------------------------- | --------------------------------- | -------------------------------------------------------------------------------------------- | --------------------------------------------------------------- |
| Almanya – Willkommen in Deutschland                 | Yasemin Şamdereli                 | Deutschland, Türkei                                                                          | Vedat Erincin, Lilay Huser, Aylin Tezel                         |
| América                                             | João Nuno Pinto                   | Portugal, Spanien, Brasilien, Russland                                                       | Tschulpan Chamatowa, Fernando Luís, María Barranco              |
| The Artist                                          | Michel Hazanavicius               | Frankreich                                                                                   | Jean Dujardin, Bérénice Bejo, John Goodman                      |
| As If I Am Not There                                | Juanita Wilson                    | Irland, Mazedonien, Schweden                                                                 | Natasa Petrovic, Fedja Stukan, Fedja Stukan                     |
| Attenberg                                           | Athina Rachel Tsangari            | Griechenland                                                                                 | Ariane Labed, Vangelis Mourikis, Evangelia Randou               |
| Avé                                                 | Konstantin Boschanow              | Bulgarien                                                                                    | Anschela Nedjalkowa, Owanes Torosjan, Martin Brambach           |
| Beli, beli svet                                     | Oleg Novković                     | Serbien, Deutschland, Schweden                                                               | Jasna Đuričić, Uliks Fehmiu, Hana Selimović                     |
| Bessere Zeiten (Svinalängorna)                      | Pernilla August                   | Schweden, Dänemark, Finnland                                                                 | Noomi Rapace, Ola Rapace, Outi Mäenpää                          |
| Bullhead (Rundskop)                                 | Michaël R. Roskam                 | Belgien, Niederlande                                                                         | Matthias Schoenaerts, Jeroen Perceval, Jeanne Dandoy            |
| Cirkus Columbia                                     | Danis Tanović                     | Bosnien und Herzegowina, Frankreich, Vereinigtes Königreich, Deutschland, Slowenien, Belgien | Miki Manojlović, Mira Furlan, Boris Ler                         |
| Circus Fantasticus / Silent Sonata                  | Janez Burger                      | Slowenien, Irland                                                                            | Leon Lučev, Ravil Sultanov, Pauliina Räsänen                    |
| Drei                                                | Tom Tykwer                        | Deutschland                                                                                  | Sophie Rois, Sebastian Schipper, Devid Striesow                 |
| Eldfjall / Volcano                                  | Rúnar Rúnarsson                   | Island, Dänemark                                                                             | Auður Drauma Bachmann, Þorsteinn Bachmann, Kristín Davíðsdóttir |
| Elena (Елена)                                       | Andrei Swjaginzew                 | Russland                                                                                     | Jelena Ljadowa, Nadeschda Markina, Alexei Rosin                 |
| Essential Killing                                   | Jerzy Skolimowski                 | Polen, Norwegen, Irland, Ungarn                                                              | Vincent Gallo, Emmanuelle Seigner, Zach Cohen                   |
| Die Fahne der Freiheit (Noi credevamo)              | Mario Martone                     | Italien, Frankreich                                                                          | Luigi Lo Cascio, Valerio Binasco, Toni Servillo                 |
| Gangs of Glasgow (Neds)                             | Peter Mullan                      | Vereinigtes Königreich                                                                       | Conor McCarron, Peter Mullan, Greg Forrest                      |
| Habemus Papam – Ein Papst büxt aus (Habemus papam)  | Nanni Moretti                     | Italien, Frankreich                                                                          | Michel Piccoli, Nanni Moretti, Margherita Buy                   |
| In einer besseren Welt (Hævnen)                     | Susanne Bier                      | Dänemark                                                                                     | Mikael Persbrandt, Trine Dyrholm, Ulrich Thomsen                |
| Halt auf freier Strecke                             | Andreas Dresen                    | Deutschland                                                                                  | Steffi Kühnert, Milan Peschel, Ursula Werner                    |
| Hitganvut Yehidim                                   | Dover Kosashvili                  | Israel, Frankreich                                                                           | Gay Adler, Guy Adler, Oz Zehavi                                 |
| Der Junge mit dem Fahrrad (Le Gamin au vélo)        | Jean-Pierre und Luc Dardenne      | Belgien, Frankreich, Italien                                                                 | Thomas Doret, Cécile de France, Jérémie Renier                  |
| The King’s Speech                                   | Tom Hooper                        | Vereinigtes Königreich                                                                       | Colin Firth, Geoffrey Rush, Helena Bonham Carter                |
| Kleine wahre Lügen (Les Petits Mouchoirs)           | Guillaume Canet                   | Frankreich                                                                                   | François Cluzet, Marion Cotillard, Benoît Magimel               |
| Das kleine Zimmer (La petite chambre)               | Stéphanie Chuat Véronique Reymond | Schweiz, Luxemburg                                                                           | Michel Bouquet, Florence Loiret Caille, Éric Caravaca           |
| Le Havre                                            | Aki Kaurismäki                    | Finnland, Frankreich, Deutschland                                                            | André Wilms, Kati Outinen, Jean-Pierre Darroussin               |
| Lidice                                              | Petr Nikolaev                     | Tschechien                                                                                   | Karel Roden, Zuzana Fialová, Zuzana Bydžovská                   |
| Loverboy                                            | Cătălin Mitulescu                 | Rumänien                                                                                     | George Piștereanu, Ada Condeescu                                |
| Mad Circus – Eine Ballade von Liebe und Tod         | Álex de la Iglesia                | Spanien                                                                                      | Carlos Areces, Antonio de la Torre, Carolina Bang               |
| Majki (Mothers)                                     | Milčo Mančevski                   | Mazedonien                                                                                   | Ana Stojanovska, Vladimir Jacev, Dimitar Gjorgjievski           |
| Melancholia                                         | Lars von Trier                    | Dänemark, Schweden, Frankreich, Deutschland                                                  | Kirsten Dunst, Charlotte Gainsbourg, Kiefer Sutherland          |
| Oslo, 31. August (Oslo, August 31st)                | Joachim Trier                     | Norwegen                                                                                     | Anders Danielsen Lie                                            |
| Stille Seelen (Овсянки) / Silent Souls              | Alexei Fedortschenko              | Russland                                                                                     | Igor Sergejew, Juri Zurilo, Julija Aug                          |
| Pa negre / Black Bread                              | Agustí Villaronga                 | Spanien                                                                                      | Francesc Colomer, Marina Comas, Nora Novas                      |
| Die Haut, in der ich wohne                          | Pedro Almodóvar                   | Spanien                                                                                      | Antonio Banderas, Elena Anaya, Marisa Paredes                   |
| Play – Nur ein Spiel? (Play)                        | Ruben Östlund                     | Schweden                                                                                     | John Ortiz, Yannick Diakité, Kevin Vaz                          |
| Sala samobójców / Suicide Room                      | Jan Komasa                        | Polen                                                                                        | Jakub Gierszał, Roma Gąsiorowska, Agata Kulesza                 |
| Sein Leben überleben (Přežít svůj život)            | Jan Švankmajer                    | Tschechien, Slowakei                                                                         | Václav Helsus, Klára Issová, Zuzana Krónerová                   |
| Tilva Roš                                           | Nikola Ležaić                     | Serbien                                                                                      | Marko Todorović, Stefan Đorđević, Dunja Kovačević               |
| Tirza                                               | Rudolf van den Berg               | Niederlande                                                                                  | Sylvia Hoeks, Johanna ter Steege, Abbey Hoes                    |
| Tomboy                                              | Céline Sciamma                    | Frankreich                                                                                   | Zoé Héran, Malonn Lévana, Jeanne Disson                         |
| Das Turiner Pferd (A Torinói ló)                    | Béla Tarr                         | Ungarn, Frankreich, Schweiz, Deutschland                                                     | János Derzsi, Erika Bók, Mihály Kormos                          |
| Die unabsichtliche Entführung der Frau Elfriede Ott | Andreas Prochaska                 | Österreich                                                                                   | Michael Ostrowski, Andreas Kiendl, Elfriede Ott                 |
| Und dann der Regen (También la lluvia)              | Icíar Bollaín                     | Spanien                                                                                      | Luis Tosar, Gael García Bernal, Juan Carlos Aduviri             |
| We Need to Talk About Kevin                         | Lynne Ramsay                      | Vereinigtes Königreich                                                                       | Ezra Miller, Tilda Swinton, John C. Reilly                      |

## Weitere Preise

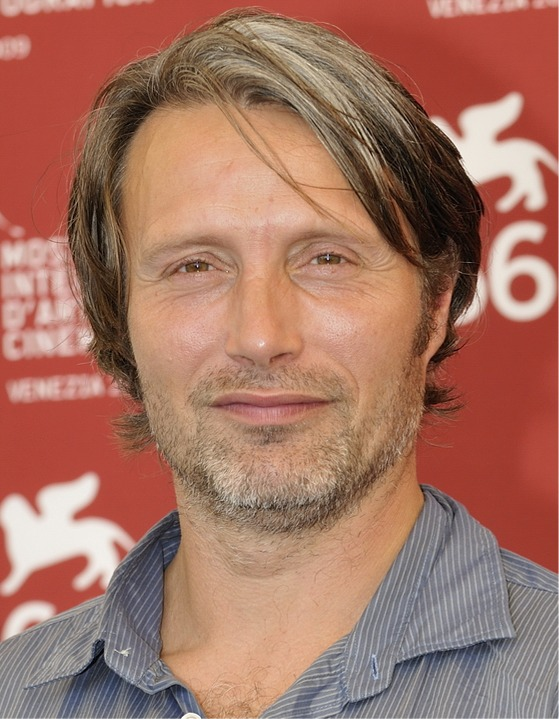
Beste europäische Leistung im Weltkino: Mads Mikkelsen

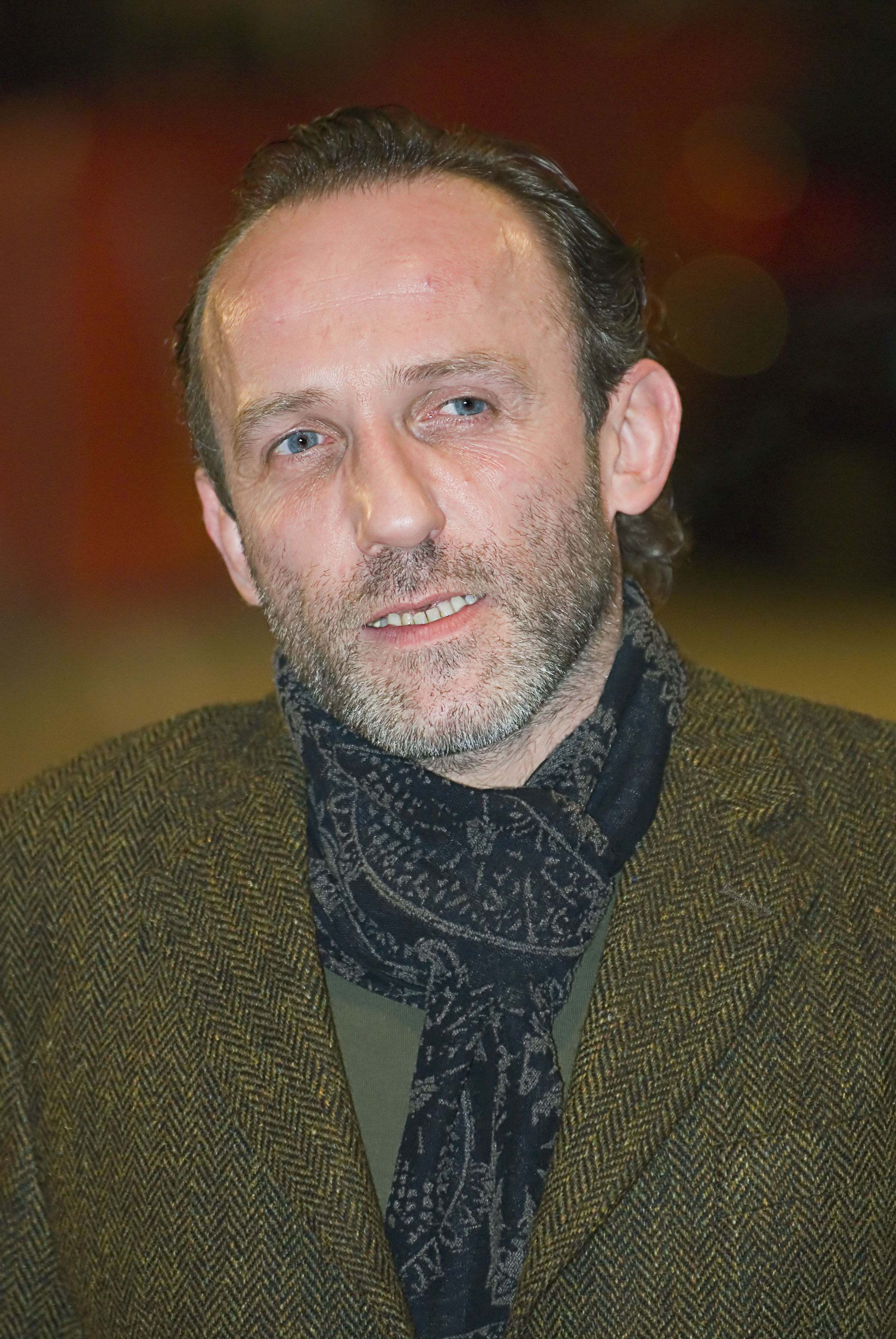
Karl Markovics (Atmen)

### Europäischer Koproduzentenpreis – „Prix EURIMAGES“
Mariela Besuievsky (Tornasol Films, Spanien)

### Sonderehrenpreis
Michel Piccoli, französischer Schauspieler

### Beste europäische Leistung im Weltkino
Mads Mikkelsen, dänischer Schauspieler

### Preis für ein Lebenswerk
Stephen Frears, britischer Filmregisseur und -produzent

### Bester Erstlingsfilm
Am 11. Oktober 2011 gab die Europäische Filmakademie die Nominierungen für die Sparte „Bester Erstlingsfilm“ bekannt, in der fünf Debütregisseure mit ihren Spielfilmproduktionen gegeneinander antreten. Den Sieger kürten die 2500 Mitglieder der EFA, der auf der Preisverleihung am 3. Dezember bekanntgegeben wurde. Ausgewählt worden waren die nominierten Filme von einer Jury bestehend aus drei EFA-Vorstandsvorsitzenden (die Niederländerin Els Vandevorst, der Franzose Cedomir Kolar sowie als Beobachter der Franzose Yves Marmion), zwei EFA-Mitgliedern (der Franzose Pierre-Henri Deleau und der Däne Jacob Neiiendam) sowie drei europäischen Mitgliedern der internationalen Filmkritikervereinigung FIPRESCI (die Türkin Alin Taşçıyan, der Portugiese Paulo Portugal und der Ungar László Kriston).
Adem (Oxygen) – Regie: Hans Van Nuffel (Belgien, Niederlande)
- Atmen – Regie: Karl Markovics (Österreich)
- Michael – Regie: Markus Schleinzer (Österreich)
- Nothing’s All Bad – Smukke mennesker (Smukke mennesker) – Regie: Mikkel Munch-Fals (Dänemark)
- Tilva Roš – Regie: Nikola Ležaić (Serbien)

### Bester Kurzfilm
15 Filme qualifizierten sich für den Preis in der Kategorie Bester europäischer Kurzfilm, darunter auch zwei Dokumentarfilme (I Lupi, Paparazzi). Mit Mariejosephin Schneider (Jessi) und Josef Dabernig (Hypercrisis) waren zwei Regisseure aus dem deutschsprachigen Raum vertreten. Die Deutsche Schneider erzählt in Jessi von einer Elfjährigen die in einer Pflegefamilie lebt und das zerrüttete Verhältnis ihrer im Gefängnis sitzenden Mutter und ihrer Schwester zu reparieren versucht. Der Österreicher Dabernig befasst sich in Hypercrisis mit der Schaffenskrise eines Dichters.
| Film                                             | Regie                   | Land                  | Länge (in min.) | Nominierung (Festival) |
| ------------------------------------------------ | ----------------------- | --------------------- | --------------- | ---------------------- |
| Berik                                            | Daniel Joseph Borgman   | Dänemark              | 16’             | Ghent                  |
| Små barn, stora ord (Little Children, Big Words) | Lisa James-Larsson      | Schweden              | 12’             | Valladolid             |
| Händelse vid bank (Incident by a Bank)           | Ruben Östlund           | Schweden              | 12’             | Cork                   |
| Derby                                            | Paul Negoescu           | Rumänien              | 15’             | Bristol                |
| Jessi                                            | Mariejosephin Schneider | Deutschland           | 31’             | Angers                 |
| I Lupi (The Wolves)                              | Alberto de Michele      | Italien, Niederlande  | 17’             | Rotterdam              |
| Återfödelsen (The Unliving)                      | Hugo Lilja              | Schweden              | 28’             | Berlin                 |
| Apele Tac (Silent River)                         | Anca Miruna Lăzărescu   | Deutschland, Rumänien | 30’             | Tampere                |
| Paparazzi                                        | Piotr Bernaś            | Polen                 | 33’             | Krakau                 |
| La gran carrera (The Great Race)                 | Kote Camacho            | Spanien               | 7’              | Grimstad               |
| Dimanches                                        | Valéry Rosier           | Belgien               | 16’             | Vila do Conde          |
| Tse (Out)                                        | Roee Rosen              | Israel                | 35’             | Sarajevo               |
| Opowieści z chłodni (Frozen Stories)             | Grzegorz Jaroszuk       | Polen                 | 26’             | Locarno                |
| Hypercrisis                                      | Josef Dabernig          | Österreich            | 17’             | Venedig                |
| The Wholly Family                                | Terry Gilliam           | Italien               | 20’             | Drama                  |

### Europäischer Dokumentarfilmpreis – „Prix ARTE“

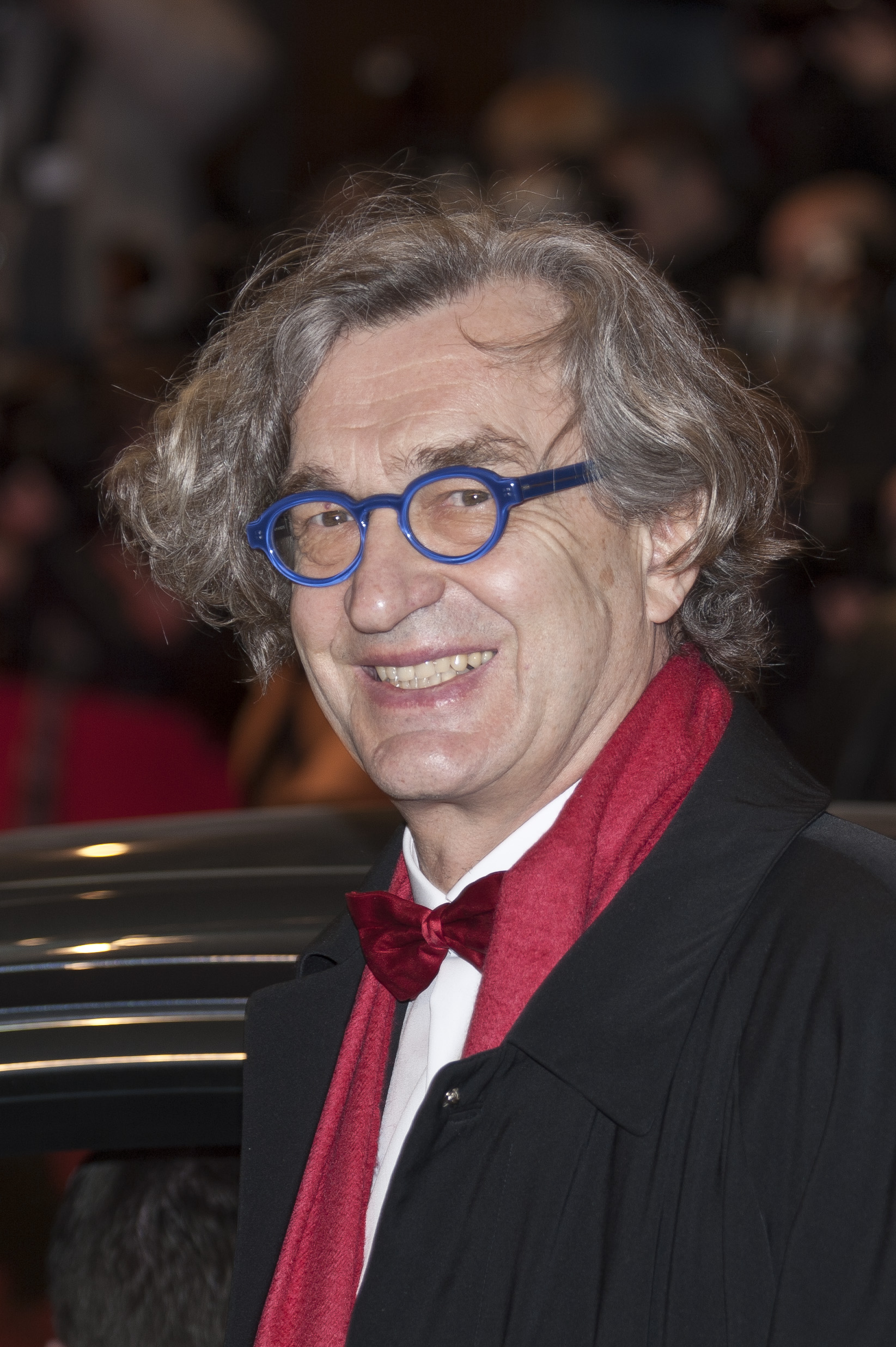
Wim Wenders (Pina)

Seit 2010 sind die EFA-Mitglieder aufgerufen, den gemeinsam mit dem französisch-deutschen Fernsehsender ARTE ausgelobten Dokumentarfilmpreises „Prix ARTE“ zu vergeben. Die Nominierungen wurden von einem Komitee festgelegt, dass aus dem Briten Nik Powell (Leiter der britischen Filmschule NFTS und stellvertretender EFA-Vorstandsvorsitzender), der Griechin Despina Mouzaki (EFA-Vorstandsmitglied), der Schweizerin Francine Brücher (EFA-Mitglied), dem Deutschen Claas Danielsen (Direktor des Internationalen Leipziger Festivals für Dokumentar- und Animationsfilm), der Niederländerin Ally Derks (Internationales Dokumentarfilmfestival Amsterdam), dem belgischen Produzenten Jacques Laurent sowie dem ARTE-Beobachter Martin Pieper bestand.
Pina – Regie: Wim Wenders (Deutschland)
- Position Among the Stars (Stand van de Sterren) – Regie: Leonard Retel Helmrich (Niederlande)
- ¡Vivan las antipodas! – Regie: Victor Kossakovsky (Deutschland, Niederlande, Argentinien, Chile)

### Bester Animationsfilm
Für den im Jahr 2009 eingeführten europäischen Animationsfilmpreis waren drei Produktionen nominiert. Die Vorauswahl oblag zwei EFA-Vorstandsmitgliedern und drei Repräsentanten des europäischen Verbands für Animationsfilm CARTOON. Den Sieger kürten die 2500 Mitglieder der Europäischen Filmakademie, der auf der Preisverleihung am 3. Dezember bekanntgegeben wurde.
Chico & Rita – Regie: Tono Errando, Javier Mariscal und Fernando Trueba (Spanien, Isle of Man)
- Le Chat du Rabbin – Regie: Antoine Delesvaux und Joann Sfar (Frankreich)
- Die Katze von Paris (Une Vie de Chat) – Regie: Jean-Loup Felicioli und Alain Gagnol (Frankreich, Belgien)

Chico & Rita und Die Katze von Paris stehen ebenfalls auf der Auswahlliste für den Oscar in der Kategorie Bester animierter Spielfilm.

### Europäischer Publikumspreis
Durch den Publikumspreis (People’s Choice Award) hatten Kinozuschauer die Möglichkeit ihren Favoriten via Internet aus einer Auswahlliste zu küren. Die Kandidaten waren am 1. September 2011 vorgestellt worden. Unter diesen befanden sich die bereits im offiziellen Wettbewerb gesetzten In einer besseren Welt und The King’s Speech. Die Wahl endete am 31. Oktober 2011. Und dann der Regen und Kleine wahre Lügen hatten auf der offiziellen EFA-Auswahlliste gestanden.
The King’s Speech – Regie: Tom Hooper
- Konferenz der Tiere – Regie: Holger Tappe und Reinhard Klooss
- Und dann der Regen (También la lluvia) – Regie: Icíar Bollaín
- In einer besseren Welt (Hævnen) – Regie: Susanne Bier
- Kleine wahre Lügen (Les Petits Mouchoirs) – Regie: Guillaume Canet
- Das Schmuckstück (Potiche) – Regie: François Ozon
- Unknown Identity – Regie: Jaume Collet-Serra
- Willkommen im Süden (Benvenuti al Sud) – Regie: Luca Miniero